# نور گغی
نور گغی (به ارمنی: Նոր Գեղի) یک شهر در ارمنستان است که در استان کوتایک واقع شده‌است.   در  کیلومتری شمال هرازدان، مرکز استان کوتایک واقع شده است.

## خصوصیات
نور گغی  ۵٬۳۱۹ نفر جمعیت دارد و در ارتفاع  متر بالاتر از سطح دریا قرار گرفته است.